# 高世川
高世川（1959年—），臺灣知名黑幫成員，綽號「四川」，為竹聯幫青堂前堂主，亦是該幫派的重要核心幹部之一。2007年，竹聯幫精神領袖「鴨霸子」陳啟禮逝世，高世川以「扶棺十堂主」身分出席喪禮，高調現身媒體引發社會關注。2025年第二任幫主「么么」黃少岑去世後，高世川與「扣頭」劉振南、「鍾馗」李宗奎被視為竹聯幫幫主接班的主要人選，成為媒體與幫內角力焦點。

## 生平經歷
高世川早年背景外界對其成長歷程所知甚少，根據媒體與幫內人士說法，他可能於1980年代末期加入竹聯幫，並在幫內大老「老鼠」何根成主導的青堂體系中從基層做起，逐步晉升為中高階幹部。1990年代期間，高世川曾涉入數起企業債務糾紛調解事件，包括知名的「榮福案」與「英泉案」，據稱當時受「白狼」張安樂指示介入協調。案件中高世川曾遭檢方以涉嫌組織犯罪、恐嚇取財等罪名起訴，惟最終法院以證據不足為由，裁定無罪或不起訴處分結案。
1997年，高世川涉嫌參與民進黨立法委員彭紹瑾遭伏擊殺傷案，引發社會矚目，並因此在媒體間聲名大噪。檢調單位曾就其涉案情節進行偵辦，最終因證據不足獲判不起訴處分。高世川在此期間竹聯幫內活動頻繁，憑藉其協調談判能力與組織經營經驗，逐步在幫內累積聲望，並晉升擔任青堂堂主，成為竹聯幫中生代的重要幹部之一。
2007年，竹聯幫精神領袖「鴨霸子」陳啟禮逝世，竹聯幫為其舉辦隆重告別式，高世川與「鍾馗」李宗奎等人名列「扶棺十堂主」，擔任扶棺重責。此舉被外界解讀為象徵竹聯幫世代交替，期許中生代幹部接班，相關畫面亦獲多家媒體大幅報導，使得高世川進一步受到社會關注。
2025年，竹聯幫第二任幫主「么么」黃少岑逝世，原訂由愛堂領袖「扣頭」劉振南接任第三任幫主，但該繼任安排旋即引發幫內多個派系的不滿與挑戰。此時，高世川在仁堂等派系的支持下宣布接任幫主；同時，地堂領袖「鍾馗」李宗奎亦在張安樂的扶持下公開宣稱接任幫主職位。三方勢力分庭抗禮，導致竹聯幫陷入罕見的「三方爭位」局勢，成為社會與媒體關注的焦點。

## 軼聞
根據媒體報導，高世川與愛堂領袖劉振南因過去曾有嚴重糾紛，長期關係緊張，幫內人士普遍認為兩人素來不睦，於第二任幫主黃少岑的告別式中，高世川曾率眾前往靈堂上香，並與在場各堂口大老寒暄致意。此時劉振南突然現身，高世川見狀隨即起身並對手下大喊「走了！走了！」，當場氣氛一度尷尬，進一步加深外界對兩人不合的觀感。高世川之所以能在幫主接班角力中躍居重要角色，關鍵在於其與仁堂精神領袖「麥克」許瑞弘私交深厚，獲得仁堂派系支持與背書，進而成為幫內主要接班人選之一。
在第三任幫主人選尚未正式公布前，媒體報導指出，高世川曾私下串聯竹聯幫內非黃少岑體系的派系支持，並召開內部會議。據稱會中有逾三十個堂口的堂主與大老表態支持高世川接任幫主職位，此舉被視為高系勢力於接班角力中邁出關鍵一步。然而，該說法隨即遭到支持劉振南派系的反駁。由黃少岑遺孀與陳啟禮、何根成等已故幫內大老的遺孀聯合發表聲明，指稱高世川此舉違背前幫主遺願，並主張其角色僅為副幫主，否定其接任正幫主的正當性。